# The Egyptian Lover

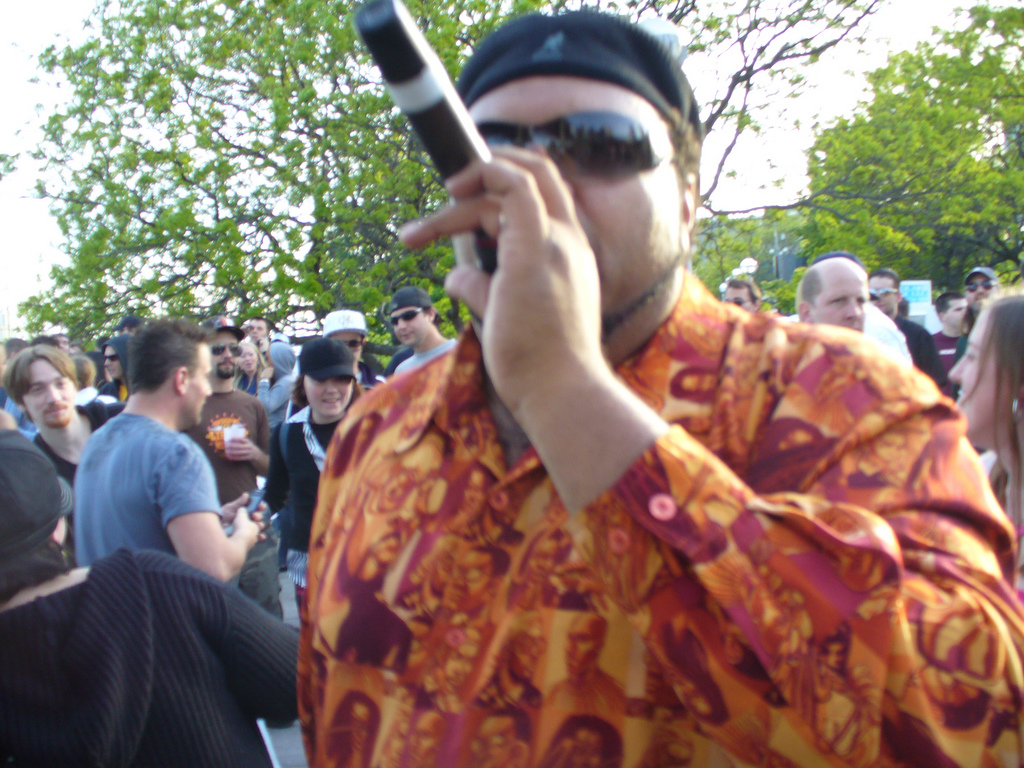
Egyptian Lover

The Egyptian Lover (* 31. August 1963 in Los Angeles, Kalifornien; richtiger Name Greg Broussard) ist ein US-amerikanischer Hip-Hop-Produzent, DJ und Rapper des Electro-/Hip-Hop, der als einer der wichtigsten Vertreter dieser Form des Westcoast-Hip-Hop angesehen wird. 
Er startete seine Musikerlaufbahn 1983 in Los Angeles mit seiner Debütsingle Egypt, Egypt, die ein Untergrund-Clubhit wurde. Weitere erfolgreiche Lieder waren And My Beat Goes Boom und What Is a DJ If He Can’t Scratch. Mit seinen Alben hatte The Egyptian Lover weniger Erfolg; lediglich das 1984 erschienene Album On the Nile konnte kommerzielle Erfolge feiern.

## Diskografie

### Alben
- 1984: On the Nile
- 1986: One Track Mind
- 1988: Filthy
- 1993: Pyramix
- 1995: Back from the Tomb
- 1998: Get into It
- 2005: Platinum Pyramids
- 2015: 1984
- 2018:	1985
- 2021:	1986

### Kompilationen
- 1995: King of Ecstasy (His Greatest Hits Album)
- 2016: 1983–1988